# Impossible Princess
Impossible Princess is het zesde studioalbum uit 1997 van de Australische zangeres Kylie Minogue. Vanwege het overlijden van Prinses Diana is het album voor de Europese uitgave op het laatste moment hernoemd in Kylie Minogue (niet te verwarren met het album uit 1994 met die naam).
Het album bereikte de top 5 in Israël, Slovenië, Australië, Japan en het Verenigd Koninkrijk. Verkoopcijfers van het album bleven echter ver achter bij de vijf voorgaande albums. In Israël bereikten drie singles de eerste plaats in de hitlijst.
In 2003 werd het album opnieuw uitgebracht in een geremasterde versie, aangevuld met een bonusschijf met remixes.

## Tracks
| #  | Titel                 | Schrijver(s)                              | Producent(en)          | Duur |
| -- | --------------------- | ----------------------------------------- | ---------------------- | ---- |
| 1  | "Too Far"             | Minogue                                   | Brothers in Rhythm     | 4:43 |
| 2  | "Cowboy Style"        | Minogue, Steve Anderson, Dave Seaman      | Brothers in Rhythm     | 4:44 |
| 3  | "Some Kind of Bliss"  | Minogue, James Dean Bradfield, Sean Moore | Dave Eringa, Bradfield | 4:13 |
| 4  | "Did It Again"        | Minogue, Anderson, Seaman                 | Brothers in Rhythm     | 4:22 |
| 5  | "Breathe"             | Minogue, Dave Ball, Ingo Vauk             | Ball, Vauk             | 4:38 |
| 6  | "Say Hey"             | Minogue                                   | Brothers in Rhythm     | 3:37 |
| 7  | "Drunk"               | Minogue, Anderson, Seaman                 | Brothers in Rhythm     | 3:59 |
| 8  | "I Don't Need Anyone" | Minogue, Bradfield, Nick Jones            | Eringa, Bradfield      | 3:13 |
| 9  | "Jump"                | Minogue, Rob Dougan                       | Dougan                 | 4:03 |
| 10 | "Limbo"               | Minogue, Ball, Vauk                       | Ball, Vauk             | 4:05 |
| 11 | "Through the Years"   | Minogue, Ball, Vauk                       | Ball, Vauk             | 4:20 |
| 12 | "Dreams"              | Minogue, Anderson, Seaman                 | Brothers in Rhythm     | 3:44 |